# Campeonato de Fútbol Femenino 1991 (Argentina)
El Campeonato de Fútbol Femenino 1991 fue la primera edición del torneo oficial de fútbol femenino disputado en Argentina. Fue organizado por la Asociación del Fútbol Argentino (AFA). Contó con la participación de ocho equipos, se disputaron siete fechas y el campeón fue River Plate.

## Antecedentes
En 1986 la FIFA anunció su determinación de dar un mayor impulso al desarrollo del fútbol femenino y dispuso la organización de una primera Copa Mundial Femenina que se acabaría jugando en China 1991. En el caso de Argentina se daba el inconveniente de no existir ningún torneo femenino homologado por AFA, pero que sin embargo se debía presentar un seleccionado nacional para disputar la clasificación al mundial. Para resolver esa cuestión fue entonces que se dispuso la realización de este primer torneo local con carácter oficial.
En años anteriores se venían realizando en Argentina torneos no oficiales y sin relación con AFA, organizados principalmente por una mujer llamada Nils Altuna, y de allí provenían la mayoría de las jugadoras que disputaron esta competición. El Club Yupanqui llegaba como campeón y siendo considerado una de las potencias del momento.

## Equipos participantes
| Equipo              | Ciudad       |
| ------------------- | ------------ |
| Boca Juniors        | Buenos Aires |
| Deportivo Español   | Buenos Aires |
| Excursionistas      | Buenos Aires |
| Independiente       | Avellaneda   |
| Deportivo Laferrere | Laferrere    |
| River Plate         | Buenos Aires |
| Sacachispas         | Buenos Aires |
| Yupanqui            | Buenos Aires |

## Tabla de posiciones
| Pos | Equipo              | Pts | PJ | G | E | P | GF | GC |
| --- | ------------------- | --- | -- | - | - | - | -- | -- |
| 1.º | River Plate         | 12  | 7  | 5 | 2 | 0 | 34 | 6  |
| 2.º | Boca Juniors        | 9   | 7  | 4 | 1 | 2 | 21 | 10 |
| 3.º | Excursionistas      | 9   | 7  | 3 | 3 | 1 | 15 | 5  |
| 4.º | Independiente       | 9   | 7  | 4 | 1 | 2 | 21 | 15 |
| 5.º | Yupanqui            | 9   | 7  | 3 | 3 | 1 | 13 | 9  |
| 6.º | Deportivo Español   | 5   | 7  | 2 | 1 | 4 | 13 | 19 |
| 7.º | Deportivo Laferrere | 3   | 7  | 1 | 1 | 5 | 5  | 12 |
| 8.º | Sacachispas         | 0   | 7  | 0 | 0 | 7 | 5  | 51 |

## Resultados
| Fecha 1           | Fecha 1   | Fecha 1       | Fecha 1                      | Fecha 1       | Fecha 1 |
| Local             | Resultado | Visitante     | Estadio                      | Fecha         |         |
| ----------------- | --------- | ------------- | ---------------------------- | ------------- | ------- |
| Boca Juniors      | 11 - 0    | Sacachispas   | Boca Juniors Auxiliar        | 27 de octubre |         |
| Excursionistas    | 4 - 1     | Laferrere     | Excursionistas               | 27 de octubre |         |
| Deportivo Español | 1 - 8     | River Plate   | Deportivo Español Auxiliar 2 | 27 de octubre |         |
| Yupanqui          | 4 - 2     | Independiente | Sacachispas                  | 27 de octubre |         |

| Fecha 2           | Fecha 2   | Fecha 2        | Fecha 2                      | Fecha 2        | Fecha 2 |
| Local             | Resultado | Visitante      | Estadio                      | Fecha          |         |
| ----------------- | --------- | -------------- | ---------------------------- | -------------- | ------- |
| Independiente     | 10 - 0    | Sacachispas    | Independiente Auxiliar       | 3 de noviembre |         |
| River Plate       | 0 - 0     | Excursionistas | River Plate Auxiliar         | 3 de noviembre |         |
| Deportivo Español | 0 - 1     | Boca Juniors   | Deportivo Español Auxiliar 2 | 3 de noviembre |         |
| Laferrere         | 1 - 1     | Yupanqui       | Laferrere                    | 3 de noviembre |         |

| Fecha 3        | Fecha 3   | Fecha 3           | Fecha 3                 | Fecha 3         | Fecha 3 |
| Local          | Resultado | Visitante         | Estadio                 | Fecha           |         |
| -------------- | --------- | ----------------- | ----------------------- | --------------- | ------- |
| Excursionistas | 2 - 0     | Deportivo Español | Excursionistas          | 17 de noviembre |         |
| Yupanqui       | 0 - 2     | River Plate       | Club Savio 80           | 17 de noviembre |         |
| Sacachispas    | 2 - 3     | Laferrere         | Sacachispas             | 17 de noviembre |         |
| Boca Juniors   | 1 - 2     | Independiente     | Boca Juniors La Candela | 3 de diciembre  |         |

| Fecha 4           | Fecha 4   | Fecha 4       | Fecha 4                      | Fecha 4         | Fecha 4 |
| Local             | Resultado | Visitante     | Estadio                      | Fecha           |         |
| ----------------- | --------- | ------------- | ---------------------------- | --------------- | ------- |
| Excursionistas    | 0 - 1     | Boca Juniors  | Excursionistas               | 24 de noviembre |         |
| Deportivo Español | 2 - 2     | Yupanqui      | Deportivo Español Auxiliar 2 | 24 de noviembre |         |
| Laferrere         | 0 - 1     | Independiente | Laferrere                    | 24 de noviembre |         |
| River Plate       | 13 - 0    | Sacachispas   | River Plate Auxiliar         | 4 de diciembre  |         |

| Fecha 5       | Fecha 5   | Fecha 5           | Fecha 5                | Fecha 5        | Fecha 5 |
| Local         | Resultado | Visitante         | Estadio                | Fecha          |         |
| ------------- | --------- | ----------------- | ---------------------- | -------------- | ------- |
| Boca Juniors  | 2 - 0     | Laferrere         | Boca Juniors Auxiliar  | 1 de diciembre |         |
| Independiente | 1 - 6     | River Plate       | Independiente Auxiliar | 1 de diciembre |         |
| Yupanqui      | 1 - 1     | Excursionistas    | Club Savio 80          | 1 de diciembre |         |
| Sacachispas   | 3 - 7     | Deportivo Español | Sacachispas            | 1 de diciembre |         |

| Fecha 6           | Fecha 6   | Fecha 6       | Fecha 6                      | Fecha 6        | Fecha 6 |
| Local             | Resultado | Visitante     | Estadio                      | Fecha          |         |
| ----------------- | --------- | ------------- | ---------------------------- | -------------- | ------- |
| Excursionistas    | 6 - 0     | Sacachispas   | Excursionistas               | 8 de diciembre |         |
| River Plate       | 1 - 0     | Laferrere     | River Plate Auxiliar         | 8 de diciembre |         |
| Deportivo Español | 2 - 3     | Independiente | Deportivo Español Auxiliar 2 | 8 de diciembre |         |
| Yupanqui          | 4 - 1     | Boca Juniors  | Club Savio 80                | 8 de diciembre |         |

| Fecha 7       | Fecha 7   | Fecha 7           | Fecha 7                | Fecha 7         | Fecha 7 |
| Local         | Resultado | Visitante         | Estadio                | Fecha           |         |
| ------------- | --------- | ----------------- | ---------------------- | --------------- | ------- |
| Boca Juniors  | 4 - 4     | River Plate       | Boca Juniors Auxiliar  | 15 de diciembre |         |
| Independiente | 2 - 2     | Excursionistas    | Independiente Auxiliar | 15 de diciembre |         |
| Laferrere     | 0 - 1     | Deportivo Español | Laferrere              | 15 de diciembre |         |
| Sacachispas   | 0 - 1     | Yupanqui          | Sacachispas            | 15 de diciembre |         |

## Campeón
| XXX                    |
| River Plate 1.º título |